# Masspel

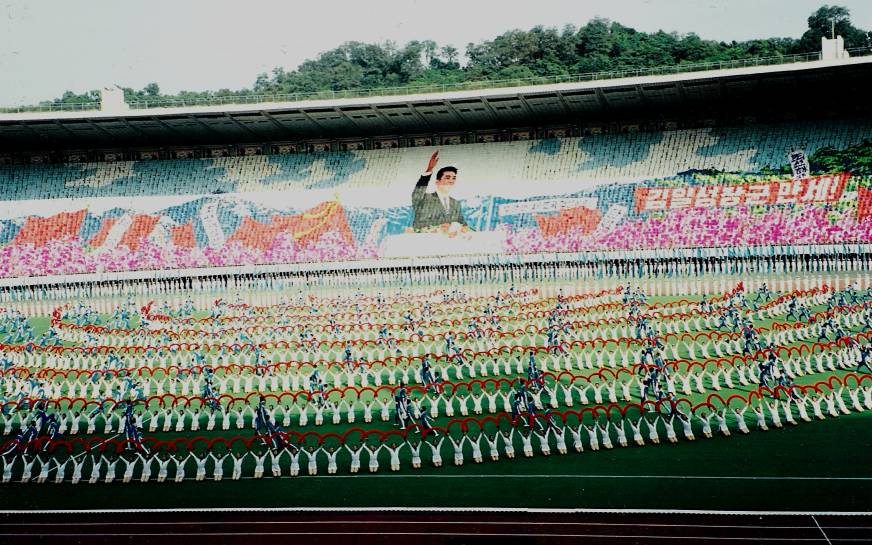
Pyongyang, 1998

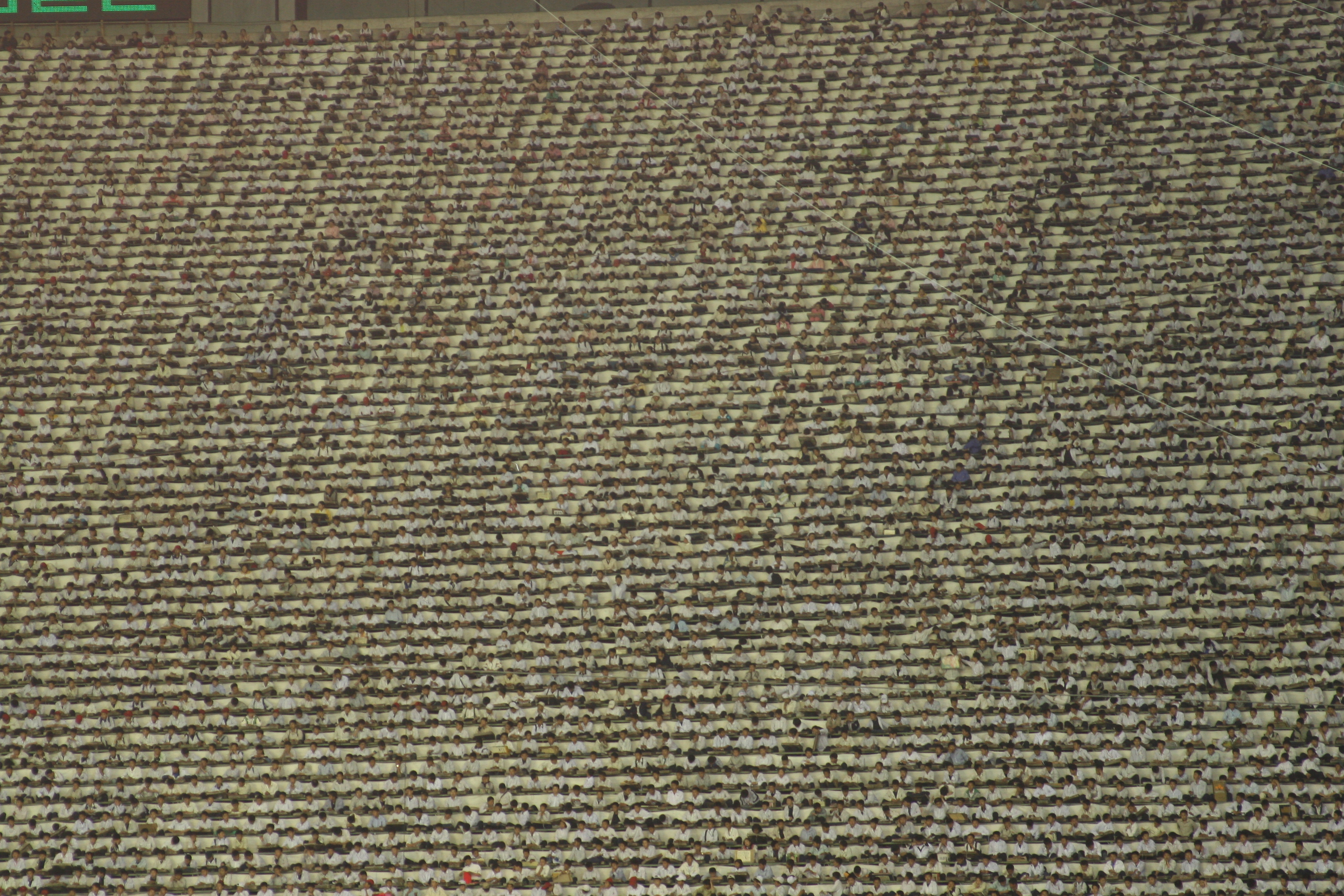
Barn som håller kort - repetition

Masspel är ett fenomen mest förknippat med Nordkorea och dess årliga spel där hundratusentals människor bildar olika former och bilder. Dessa kan ses från läktarplatser och uppifrån från helikopter och liknande. Masspelen används oftast för att hedra de koreanska massorna, som ses som revolutionens herrar i Nordkorea, samt landets tidigare ledare Kim Il Sung och Kim Jong-Il. Masspel förekom även i Rumänien under Ceaușescu-tiden. Masspelen används vanligtvis för politisk propaganda.